# 民報
『民報』（みんぽう）は1905年に中国同盟会により発行された大型政治論団を中心とする機関刊行物。「論説」、「時事評論」、「論壇」、「記事」、「翻訳」等の項目が設けられ、每期の内容は6万から7万字、150ページであり、銅版写真数枚が含まれ、一部広告も含まれていた。原則として月刊であったが、途中の発行遅延や停刊もあり、1910年2月の第26期で休刊となった。

## 歴史

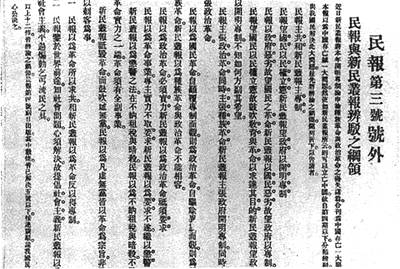
民報と新民叢報の論戦中での民報第3号号外

民報の前身は華興会の機関紙であった『二十世紀之支那』である。1905年8月26日の中国同盟会成立時に黄興の提案を受けて『二十世紀支那』が同盟会の機関紙となることが決定した。8月27日、『二十一世紀支那』に「日本政客の中国経営談」が日本政府の取り締まりに遭ったため、同盟会は『民報』と改称して発行することとした。
『民報』は1905年11月26日、日本東京で創刊され、孫文は刊行にあたり始めて三民主義思想を提案している。1908年10月に第24期が発行されると日本政府により発禁処分となったが、汪兆銘により1910年に第25、26期が秘密出版されている。
出版機関中、孫文の三民主義思想の宣伝を主体とし、革命派の『民報』と改革派『新民叢報』の間で紙上での論戦が行われ革命思想の宣伝に大きな役割を果たした。

## 出版発行
『民報』の編集は同盟会本部で行われたが、発行人は日本での孫文の友人であった宮崎寅蔵（滔天）で、その自宅を発行人住所とした。国内の連絡事務所は第1期では6箇所であったが、第2期には15箇所に、第13期には28箇所に拡大された。

### 歴代編集長
- 張継（第1期 - 第5期、実際は胡漢民により編集された）
- 章炳麟（第6期 - 第22期）
- 陶成章（第23期・24期）
- 汪兆銘（第25期・26期、秘密出版）